# Adrian Weale
Adrian Weale, född 9 februari 1964 i London, är en brittisk journalist, historiker och författare.